# Кровельщик
Кровельщик, рабочий кровельщик или подрядчик по кровельным работам — это профессионал, занимающийся устройством крыш. Основная цель рабочего кровельщика – выполнение работ по устройству крыш и гидроизоляции при строительстве, ремонте и реконструкции зданий и сооружений различного назначения.
Кровельщики заменяют, ремонтируют и возводят крыши зданий, используя различные материалы, такие как черепица, тонколистовые металлы, дерево, а так же битумные и полимерные материалы. Кровельные работы включают подъем, хранение, монтаж и демонтаж кровельных материалов и изделий, включая сопутствующую изоляцию, в том числе пароизоляционные работы, а также работы на крышах с использованием «зеленых» технологий, таких как озелененные кровли. Кровельщики устанавливают системы водоотвода, а также устройства, аккумулирующие солнечную энергию, например, в виде черепицы или кровельной плитки. Кровельные работы могут быть тяжелыми с физической точки зрения, поскольку они включают подъем тяжестей, лазание, наклоны и опирание на колени. Часто работа ведётся в экстремальных погодных условиях. Кровельщики также подвержены риску падения с высоты. В разных странах установлены свои правила, обеспечивающие безопасность выполнения таких работ.

## Во всем мире
В Российской Федерации обучение кровельщиков проводится в государственных образовательных учреждениях по программам среднего и дополнительного профессионального образования, а также на частных курсах и по месту работы в трудовых коллективах.
В Австралии данная профессия носит название «кровельный плотник», а термин «кровельщик» относится к тому, кто устанавливает облицовку крыши (черепицу, жесть и т.д.).
В Соединенных Штатах и Канаде их часто называют кровельными подрядчиками или кровельными профессионалами. Наиболее распространенным кровельным материалом в США является асфальтовая черепица. В прошлом использовалась 3-язычковая черепица; в настоящее время пользуется популярностью «архитектурная» черепица.
В зависимости от региона, другие обычно применяемые кровельные материалы, устанавливаемые кровельщиками, включают бетонную черепицу, глиняную черепицу, натуральный или синтетический шифер, однослойную (в основном EPDM-резину, ПВХ или ТПО), резиновую черепицу (изготовленную из переработанных шин), стекло, металлические панели, древесную стружку, жидкий асфальт/резину, пену, солому и так далее. Системы «живой крыши» становятся все более распространенными в последние годы как в жилых, так и в коммерческих целях.
В США регулирование торговли кровельными материалами оставлено на усмотрение отдельных штатов. Некоторые штаты оставляют регулирование кровельных работ на уровне округов и муниципалитетов. Нелицензионное заключение контрактов на проекты стоимостью свыше установленного порога может привести к жестким штрафам или даже к тюремному заключению. В Оклахоме кровельщики обязаны соответствовать требованиям страхования и лицензии на кровлю. Кровельщики также обязаны указывать свой номер лицензии на своих маркетинговых материалах.
В Соединенном Королевстве нет законодательства, которое обязывало бы кровельщика иметь лицензию на торговлю, хотя некоторые из них принадлежат к признанным торговым организациям.

## Специализация кровельщиков
Различают следующие кровельные специальности:
— кровельщик-изолировщик;
— кровельщик по металлическим фальцевым кровлям;
— кровельщик по кровлям из листовых и штучных материалов;
— кровельщик-плотник.
```
Объединяет всех кровельщиков то, что они работают на крышах и фасадах. Тем не менее, разнообразные кровельные материалы требуют владения особыми навыками для работы с каждым из них. Наиболее сложной и трудоёмкой в профессиональном сообществе признаётся работа по изготовлению металлической фальцевой кровли.
```

Помимо перечисленных в Профессиональном стандарте Кровельщик наименований кровельных специальностей, возникают и исчезают новые названия. Например, кровельщики, занимающиеся в основном монтажом штучных материалов, таких как натуральная и битумная, цементно-песчаная черепица, сланцевые кровли, иногда называются гонтовщиками.
В зависимости от региона та или иная специальность распространена в большей или меньшей степени, что часто обуславливается традициями применения кровельных материалов в определённой местности или населённом пункте.